# Tracy-Louise Ward
Tracy-Louise Ward (Londra, 22 dicembre 1958) è un'attrice britannica.

## Biografia
Figlia di Peter Alistair Ward, ricco uomo d'affari e della sua prima moglie Claire Baring e sorella minore dell'attrice Rachel Ward.
Tracy è cresciuta nella casa di campagna del padre a Cornwell, nell'Oxfordshire.
Terminati gli studi, si recò a Parigi per fare la modella, poi trovò lavoro presso Christie's a New York come segretaria.
Negli anni ottanta, Tracy decise di diventare attrice e studiò presso la Academy of Live and Recorded Arts e la London Drama School; tuttavia, la sua carriera di attrice terminò nel 1991, dopo alcune apparizioni in serie televisive.
Il 13 giugno 1987 Tracy si è sposata con Henry John Fitzroy Somerset, marchese di Worcester ed erede dei duchi di Beaufort. La coppia ha avuto tre figli: Robert (1989), Isabella (1992) e Alexander (1995).
È la direttrice della International Society for Ecology and Culture.
Attualmente vive a Badminton House, nel Gloucestershire, la casa dei duchi di Beaufort.

## Filmografia
- Ballando con uno sconosciuto (Dance with a Stranger) (1985)
- Doctor Who (Doctor Who), nell'episodio Timelash: Part 1 (1985)
- Mussolini: The Untold Story (1985) Miniserie TV
- C.A.T.S. Eyes (1986-1987) Serie TV
- Cluedo, nell'episodio A Bridge Too Far (1990)
- Trainer, nell'episodio A Racing Certainty (1991)

## Ascendenza
|                                   |            |                                                           | Genitori                                                |  |  | Nonni |  |  | Bisnonni                         |  |  | Trisnonni                       |  |
|                                   |            |                                                           |                                                         |  |  |       |  |  | William Ward, II conte di Dudley |  |  | William Ward, I conte di Dudley |  |
|                                   |            |                                                           |                                                         |  |  |       |  |  | William Ward, II conte di Dudley |  |  | William Ward, I conte di Dudley |  |
|                                   |            | Georgina Moncreiffe                                       |                                                         |  |  |       |  |  | William Ward, II conte di Dudley |  |  |                                 |  |
| William Ward, III conte di Dudley |            |                                                           |                                                         |  |  |       |  |  | William Ward, II conte di Dudley |  |  |                                 |  |
|                                   |            | Rachel Gurney                                             | Charles Henry Gurney                                    |  |  |       |  |  |                                  |  |  |                                 |  |
|                                   |            | Rachel Gurney                                             | Charles Henry Gurney                                    |  |  |       |  |  |                                  |  |  |                                 |  |
|                                   |            | Rachel Gurney                                             | Alice Marie Prinsep                                     |  |  |       |  |  |                                  |  |  |                                 |  |
| Peter Ward                        |            | Rachel Gurney                                             |                                                         |  |  |       |  |  |                                  |  |  |                                 |  |
|                                   |            | Cromartie Sutherland-Leveson-Gower, IV duca di Sutherland | George Sutherland-Leveson-Gower, III duca di Sutherland |  |  |       |  |  |                                  |  |  |                                 |  |
|                                   |            | Cromartie Sutherland-Leveson-Gower, IV duca di Sutherland | George Sutherland-Leveson-Gower, III duca di Sutherland |  |  |       |  |  |                                  |  |  |                                 |  |
|                                   |            | Cromartie Sutherland-Leveson-Gower, IV duca di Sutherland | Anne Hay-Mackenzie                                      |  |  |       |  |  |                                  |  |  |                                 |  |
| Rosemary Leveson-Gower            |            | Cromartie Sutherland-Leveson-Gower, IV duca di Sutherland |                                                         |  |  |       |  |  |                                  |  |  |                                 |  |
|                                   |            | Millicent St Clair-Erskine                                | Robert St Clair-Erskine, IV conte di Rosslyn            |  |  |       |  |  |                                  |  |  |                                 |  |
|                                   |            | Millicent St Clair-Erskine                                | Robert St Clair-Erskine, IV conte di Rosslyn            |  |  |       |  |  |                                  |  |  |                                 |  |
|                                   |            | Millicent St Clair-Erskine                                | Blanche Fitzroy                                         |  |  |       |  |  |                                  |  |  |                                 |  |
| Rachel Ward                       |            | Millicent St Clair-Erskine                                |                                                         |  |  |       |  |  |                                  |  |  |                                 |  |
|                                   | Guy Baring | Alexander Baring, IV barone Ashburton                     |                                                         |  |  |       |  |  |                                  |  |  |                                 |  |
|                                   | Guy Baring | Alexander Baring, IV barone Ashburton                     |                                                         |  |  |       |  |  |                                  |  |  |                                 |  |
|                                   | Guy Baring | Leonora Digby                                             |                                                         |  |  |       |  |  |                                  |  |  |                                 |  |
| Giles Baring                      | Guy Baring |                                                           |                                                         |  |  |       |  |  |                                  |  |  |                                 |  |
|                                   |            | Olive Smith                                               | Hugh Colin Smith                                        |  |  |       |  |  |                                  |  |  |                                 |  |
|                                   |            | Olive Smith                                               | Hugh Colin Smith                                        |  |  |       |  |  |                                  |  |  |                                 |  |
|                                   |            | Olive Smith                                               | Constance Adeane                                        |  |  |       |  |  |                                  |  |  |                                 |  |
| Claire Baring                     |            | Olive Smith                                               |                                                         |  |  |       |  |  |                                  |  |  |                                 |  |
|                                   |            | Willoughby Brooking Mullins                               | John Mullins                                            |  |  |       |  |  |                                  |  |  |                                 |  |
|                                   |            | Willoughby Brooking Mullins                               | John Mullins                                            |  |  |       |  |  |                                  |  |  |                                 |  |
|                                   |            | Willoughby Brooking Mullins                               | Emily Jane Brooking                                     |  |  |       |  |  |                                  |  |  |                                 |  |
| Mona Montgomerie Mullins          |            | Willoughby Brooking Mullins                               |                                                         |  |  |       |  |  |                                  |  |  |                                 |  |
|                                   |            | Mabel Beatrice Montgomerie                                | Frederick Butler Montgomerie                            |  |  |       |  |  |                                  |  |  |                                 |  |
|                                   |            | Mabel Beatrice Montgomerie                                | Frederick Butler Montgomerie                            |  |  |       |  |  |                                  |  |  |                                 |  |
|                                   |            | Mabel Beatrice Montgomerie                                | Mary Adelaide Henry                                     |  |  |       |  |  |                                  |  |  |                                 |  |
|                                   |            | Mabel Beatrice Montgomerie                                |                                                         |  |  |       |  |  |                                  |  |  |                                 |  |